# Stephan von Gröning
Stephan von Gröning (* 25. September 1861 in Bremen; † 7. Mai 1944 in Potsdam; vollständiger Name: Johann Stephan von Gröning) war ein preußischer Verwaltungsbeamter und Regierungspräsident.

## Leben
Er entstammte einem Reichsstadt-bremischen Stadtgeschlecht, das um das Jahr 1300 erstmals in Bremen erwähnt ist und mit Georg Gröning im Jahr 1795 in den Reichsadelsstand erhoben wurde. Er war der zweite von drei Söhnen des bremischen Senators Hermann von Gröning (1823–1898) und der Dorothea (Doris) Lürman (1829–1885) aus Bremen.
Gröning besuchte das Alte Gymnasium in Bremen, wo er im Herbst 1880 das Abitur bestand. Anschließend studierte er Rechtswissenschaft in Tübingen und Berlin. In Tübingen wurde er 1881 Mitglied des Corps Suevia. Seine Studien schloss er mit der Promotion zum Dr. jur. ab. 1884–1886 war er Gerichtsreferendar in Liebenburg und Hannover, 1886–1889 Regierungsreferendar in Frankfurt/Oder, 1889–1897 Regierungsassessor in Sigmaringen und Berlin. Von 1897 bis 1908 war er Landrat des Landkreises Wehlau. Anschließend ging er als Oberregierungsrat nach Potsdam. Von 1917 bis 1919 war er Regierungspräsident des Regierungsbezirks Stralsund.

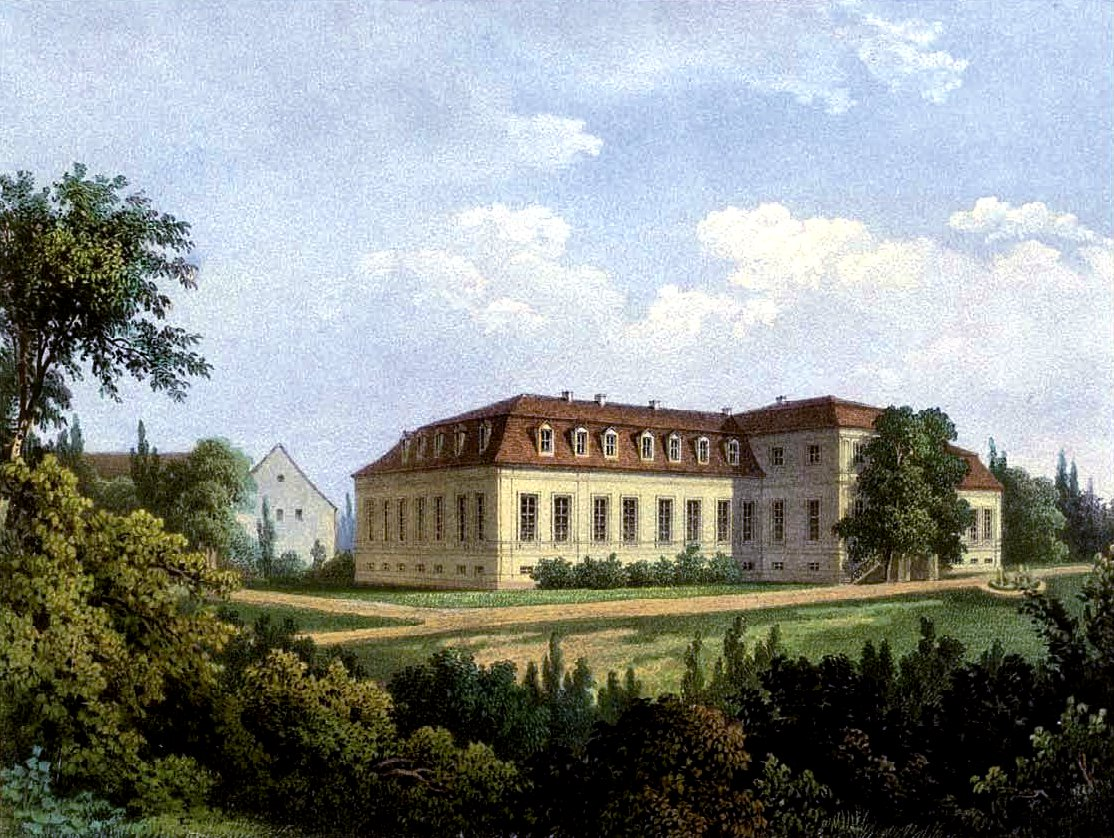
Schloss Sanditten um 1860, Sammlung Alexander Duncker

Gröning heiratete am 19. September 1899 auf Gut Sanditten (Landkreis Wehlau, Ostpreußen) Margarete Gräfin von Schlieben (* 5. September 1870 in Götzendorf, Landkreis Wehlau; † 6. November 1954 in Potsdam), die Tochter des George Graf von Schlieben, königlich preußischer Schlosshauptmann von Königsberg (Ostpreußen) und Fideikommissherr auf Sanditten, und der Marie von Ploetz. Das Ehepaar hatte eine Tochter Annemarie, später Konventualin des Klosters Neuenwalde.